# Göteborg Dans & Teater Festival
Göteborg Dans & Teater Festival är en festival i Göteborg för samtida scenkonst som från och med 2012 anordnas i maj varje år. Ambitionen är att bli Nordens främsta festival för nutida scenkonst.
Göteborg Dans & Teater Festival är en organisation inom Göteborgs Stad, och föreställningar sätts upp på teatrar runt om i Göteborg. Några av de scener som förekommer är: Atalante, Artisten, Folkteatern, Göteborgsoperan, Hagateatern, Lagerhuset, Pustervik, Röda sten, Stadsteatern, Storan och Teater Uno. 
Festivalen anordnades första gången 1994. Sedan dess har den arrangerats vartannat år och genomförts i augusti. Från och med 2012 är festivalen årligt återkommande och äger rum i maj. 

## Open Lab
Open Lab är en internationell och tvärkonstnärlig mötesplats som pågår under hela festivalveckan. Syftet är att skapa fördjupning i form av samtal och workshops med de konstnärer som gästar festivalen, konstnärer baserade i norden, studenter och publik. 2006 introducerades Open Lab som en ny form för Göteborg Dans & Teater Festivals seminarie- och utbildningsprogram.

## Club Love Love
Love Love är festivalens mötesplats, både för de internationella gästerna och för publiken. Love Love innefattade 2010 mötesplatsen Love Love Lounge på Pustervik, yoga på Masthuggsterrassen, frukostsamtal på Folkteatern, samt filmvisningar på Hagabion.